# Sandro Sukno
Sandro Sukno (Dubrovnik, 30 de junho de 1990) é um jogador de polo aquático croata, campeão olímpico.

## Carreira

### Jogos Olímpicos
Sukno fez parte do elenco campeão olímpico pela Croácia em Londres 2012. Quatro anos depois integrou a equipe medalha de prata nos Jogos do Rio de Janeiro.